# Ministerio de Justicia de Lituania

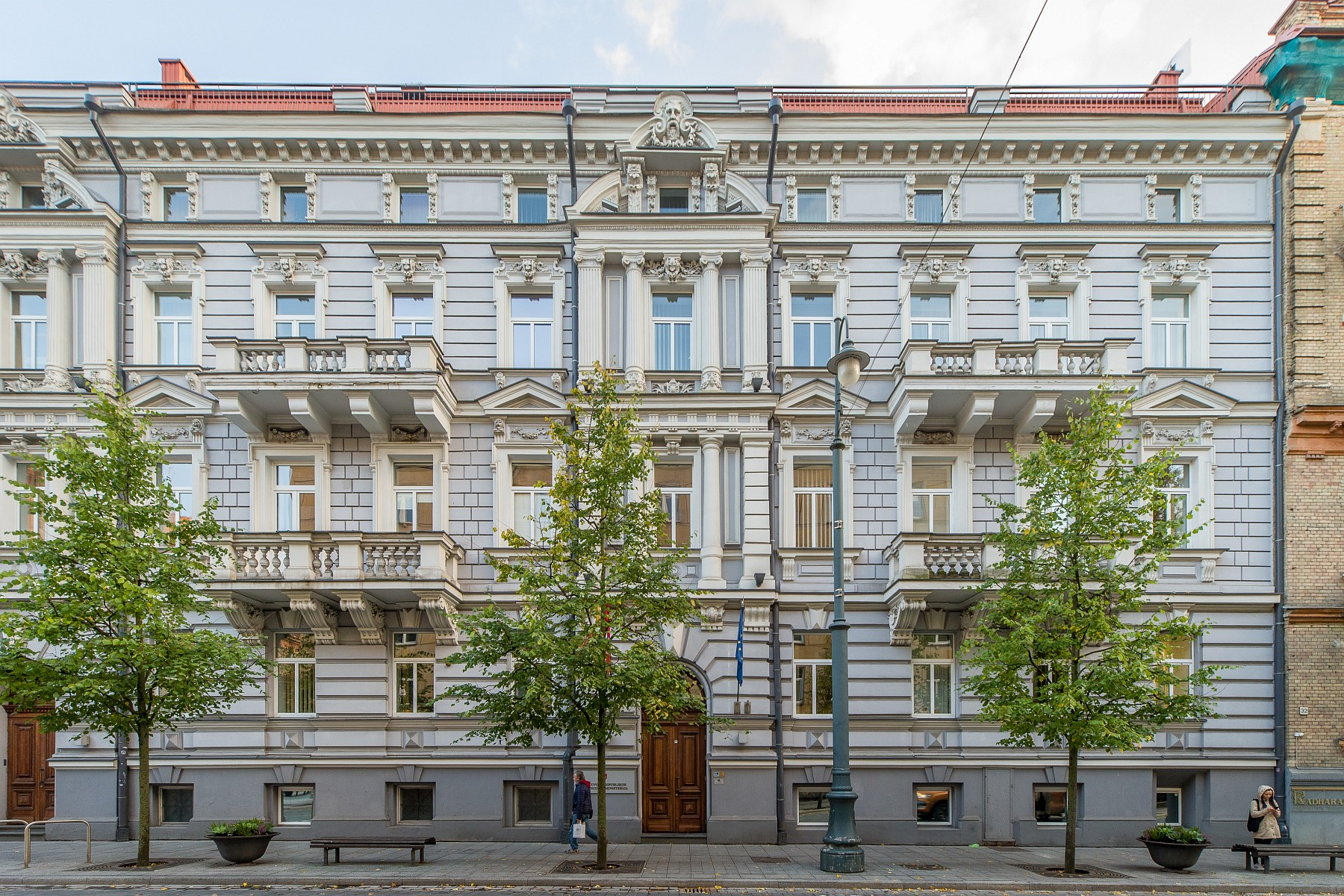

El Ministerio de Justicia de Lituania (en lituano: Lietuvos Respublikos teisingumo ministerija) es uno de los 14 ministerios del Gobierno de Lituania. Tiene su sede en la capital Vilna y fue establecido en 1918. Sus departamentos incluyen Derecho Europeo, prisiones, servicios de asistencia jurídica garantizada por el estado en algunas de las principales ciudades de Lituania, una oficina de protección de los derechos del consumidor, el Instituto de Derecho, la Inspección de Metrología, centros de información jurídica y ciencia forense. El actual ministro responsable desde el 13 de diciembre de 2012 es Elvinas Jankevičius en calidad de independiente. 

## Lista de ministros
|    | Nombre               | Periodo                 |
| -- | -------------------- | ----------------------- |
| 1  | Pranas Kūris         | 17-03-1990 – 13-01-1991 |
| 2  | Vytautas Pakalniškis | 13-01-1991 – 21-07-1992 |
| 3  | Zenonas Juknevičius  | 21-07-1992 – 2-12-1992  |
| 4  | Jonas Prapiestis     | 2-12-1992 – 23-04-1996  |
| 5  | Albertas Valys       | 23-04-1996 – 4-12-1996  |
| 6  | Vytautas Pakalniškis | 4-12-1996 – 1-06-1999   |
| 7  | Gintaras Balčiūnas   | 1-06-1999 – 27-10-2000  |
| 8  | Gintautas Bartkus    | 27-10-2000 – 4-07-2001  |
| 9  | Vytautas Markevičius | 4-07-2001 – 29-11-2004  |
| 10 | Gintautas Bužinskas  | 29-11-2004 – 6-07-2006  |
| 11 | Petras Baguška       | 6-07-2006 – 28-11-2008  |
| 12 | Remigijus Šimašius   | 28-11-2008 – 13-12-2012 |
| 13 | Juozas Bernatonis    | 13-12-2012 – 12-2016    |
| 14 | Milda Vainiutė       | 12-2016 – 03-2018       |
| 15 | Elvinas Jankevičius  | 03-2018 – actualidad    |